# Anne-Marie Alonzo
Anne-Marie Alonzo (* 13. Dezember 1951 in Alexandria; † 11. Juni 2005 in Montreal) war eine kanadische Autorin und Dichterin.
1963 ging sie nach Montreal und studierte französische Literatur an der Universität Montreal.

## Ehrungen/Preise
- 1985 – Prix Émile-Nelligan, Bleus de mine
- 1985 – Prix du Gouverneur général
- 1996 – Membre de l’Ordre du Canada
- 1997 – Médaille de bronze de la société Arts-Sciences-Lettres de Paris

## Bibliografie
- Geste, 1979
- Veille, 1982
- Blanc de thé, 1983
- Une Lettre rouge, orange et ocre. Les Éditions de la Pleine Lune, 1984
  - Übers. Traude Bührmann: Der ungeschriebene Brief. Ein Stück für zwei Stimmen. Xenia Verlag, Bremen 1991 ISBN 3-928423-01-0
- French Conversation, 1986
- Bleus de mine, 1985
- Nous en reparlerons sans doute, 1986
- Écoute, Sultane, 1987
- Qui a peur de, 1987
- Seul le désir, 1987
- Esmaï, 1987
- Enfances et jeunesses, 1988
- L'Immobile, 1990
- La Vitesse du regard, 1990
- Galia qu’elle nommait amour : un conte, 1992
- Margie Gillis – la danse des marches, 1993
- Tout au loin la lumière, 1994
- Lettres à Cassandre, 1994
- Galia marchait pour toutes, 1998
- Et la nuit, 2001